# Richard Harlan (director)
Richard Harlan (Lima, 19 d'abril de 1900 - Laguna Beach, 20 d'octubre de 1968), el nom real del qual era Richard Bouillon Garlan, va ser un director de cinema que va realitzar la seva activitat a l'Argentina i Estats Units.

## Història personal
Quan va néixer, el seu pare era un diplomàtic acreditat com a agregat a l'ambaixada dels Estats Units al Perú. Quan Richard tenia 3 anys van marxar a l'Havana, Cuba. En aquesta ciutat va assistir al Col·legi La Salle i als 15 anys va ingressar a l'Acadèmia Militar Clason Point a la ciutat de Nova York. Dos anys després es va incorporar a la Universitat de Pennsilvània en què va cursar medicina per tres anys per després estudiar escultura amb la conducció de reconeguts artistes com Gutzon Borglum i Paul Manship.

## Carrera
Per mitjà de Richard Barthelmess va aconseguir el seu primer treball com a primer assistent de direcció al film mut The Bright Shawl, un drama històric dirigit per John S. Robertson que va ser filmada parcialment a Cuba i que es va estrenar el 1923.
El 1930 va dirigir diverses pel·lícules parlades en castellà per a la productora Fox. El 1940 va viatjar a Argentina, on va dirigir quatre pel·lícules, finalitzant allí la seva carrera al cinema.

## Filmografia
- En nombre de la amistad  (1930)
- Camino del infierno  (1931)
- Odio  (1933)
- La viuda quería emociones  (1935)
- El trovador de la radio  (1938)
- Papá Soltero  (1939)
- Mercy Plane (1939)
- El rancho del pinar  (1939)
- De México llegó el amor  (1940)
- El susto que Pérez se llevó  (1940)
- Cuando canta el corazón  (1941)
- Mamá Gloria  (1941)